# Басоля
Басо́ля (басе́тля, бас, басовый гудок) — белорусский, украинский, польский и литовский народный струнный смычковый музыкальный инструмент, по форме, размерам и регистру близкий к виолончели.

## Этимология
Белорусские названия басэтля, басоль, украинские басетля, басетня, басоля и литовское basetlė являются заимствованием из польского: basetla — «контрабас», «толстушка» < нем. Bassetl < итал. bassetto — «небольшой
контрабас».

## Описание
Имеет от двух до четырёх струн, настроенных по квинтам: на 2-струнной басоли d3-a3 или G2-d3, 3-струнной G2-d3-a3, 4-струнной C2-G2-d3-a3 или G2-d3-d3-a3 (реже G2-G2-d3-a3 или G2-d3-a3-a3). На грифе могут располагаться 4 ладовые отметки в виде металлических полосок. Играют в основном в первой позиции. Классический корпус имеет длину 85—90 см, а с грифом и головкой — более 1 метра. Смычок короткий прямой. Длина смычка 30—40 см. Струны на подставке басоли располагаюся в одной плоскости. В этом главное отличие басоли от виолончели, на которой верхняя часть подставки сделана в виде дуги. На басоле нельзя получить виолончельных звуков, и на виолончеле (не паслабивши волосы смычка) нельзя выполнить аккордов, как на басоле. Звукоизвлечение осуществляется как смычком, так и щипком, а также ударами по деке с помощью специальной колотушки. Бывают с шумовыми приспособлениями, когда басоль выполняет функции струнного и ударного инструментов. Изготавливалась обычно из дерева, но иногда из жести. Используется в народных ансамблях трои́сти музы́кы в качестве басовой опоры.
На территории центральных и восточных областей Украины чаще встречается четырёхструнная басоля, на Буковине — трёхструнная. В Закарпатье — пятиструнная, на которой играют щипком плектра или в такт ритма ударяют по струнам специальной палочкой (укр. бильцем). С помощью нескольких подвижных порожков на грифе достигается быстрое перестроение открытых струн, что позволяет играть на такой басоле, не прижимая пальцами струн на грифе.
Строение басолей из Воловецкого района Закарпатской области Украины, на которых играют смычком, подобно строению древнерусских гудков: две струны в унисон, а третья на квинту выше. В случае использования четырёх струн, одна из них даёт октаву к основному тону. Размер инструмента может быть разным: от 50—70 см в Подолье и на Полтавщине, до 140—160 см в Закарпатье.
У белорусов инструмент известен с XVIII века. Был распространён в некоторых районах Гродненской, Минской и Брестской областях, преимущественно в городах и крупных сёлах. Использовался в разных по составу народных инструментальных ансамблях (обычно со скрипкой и бубном) при исполнении танцев, особенно на свадьбах. В настоящее время встречается довольно редко. Во времена Речи Посполитой инструмент назывался «виолончель».
У поляков басоля имеет свои региональные особенности: басоли великопольская (пол. basetla wielkopolska) и калишская (пол. basy kaliskie) — двухструнные, басоля подгалянская (пол. basy podhalanskie) — трёхструнный инструмент, при игре висящий на ремне.
- Басоля подгалянская долблёная 3-струнная
- Басоля подгалянская долблёная 3-струнная, головка, колки
- Басоля подгалянская долблёная 3-струнная, гриф
- Басоля подгалянская долблёная 3-струнная, верхняя дека, подставка

- Басоля калишская долблёная 2-струнная
- Басоля калишская долблёная 2-струнная, верхняя дека
- Басоля калишская долблёная 2-струнная, гриф
- Басоля калишская долблёная 2-струнная, подставка, резонаторное отверстие
- Басоля калишская долблёная 2-струнная, струнодержатель